# Baie de Tabaco
La baie de Tabaco (en anglais, Tabaco Bay) est une baie située dans la région de Bicol et la province d’Albay,, aux Philippines. Elle est située dans la partie orientale du pays, à 300 km à l’est de la capitale, Manille.
Elle constitue l’extrémité sud du golfe de Lagonoy. Elle est entourée :
- de l’ouest au sud, par la côte sud-est de l'île de Luçon[7], avec la municipalité de Tabaco (qui lui donne son nom) à l’ouest, la municipalité de Malilipot au sud-ouest[8] et la municipalité de Bacacay[9] au sud et au sud-est ;
- à l’est, par l’île de Cagraray, en majeure partie dans la municipalité de Bacacay ;
- au nord, par l’île de San Miguel[10] dans la municipalité de Malinao[8] ;
- au nord-ouest, elle s'ouvre sur le golfe de Lagonoy.

Les rivages de la baie de Tabaco sont boueux.

## Climat
Le climat est du type tropical humide dans la classification de Köppen. Il est caractérisé par l’absence de saison sèche bien définie, avec une période maximale de pluie très prononcée de novembre à janvier. La température moyenne sur l’année est de 22° C. Le mois le plus chaud est mai, avec une moyenne de 25° C, et le mois le plus froid est janvier, avec 21° C en moyenne. Les précipitations moyennes sont de 3417 millimètres par an. Le mois le plus humide est décembre, avec 528 millimètres de précipitations, et le mois le plus sec est avril, avec 86 millimètres.